# Friedrich August von Finck

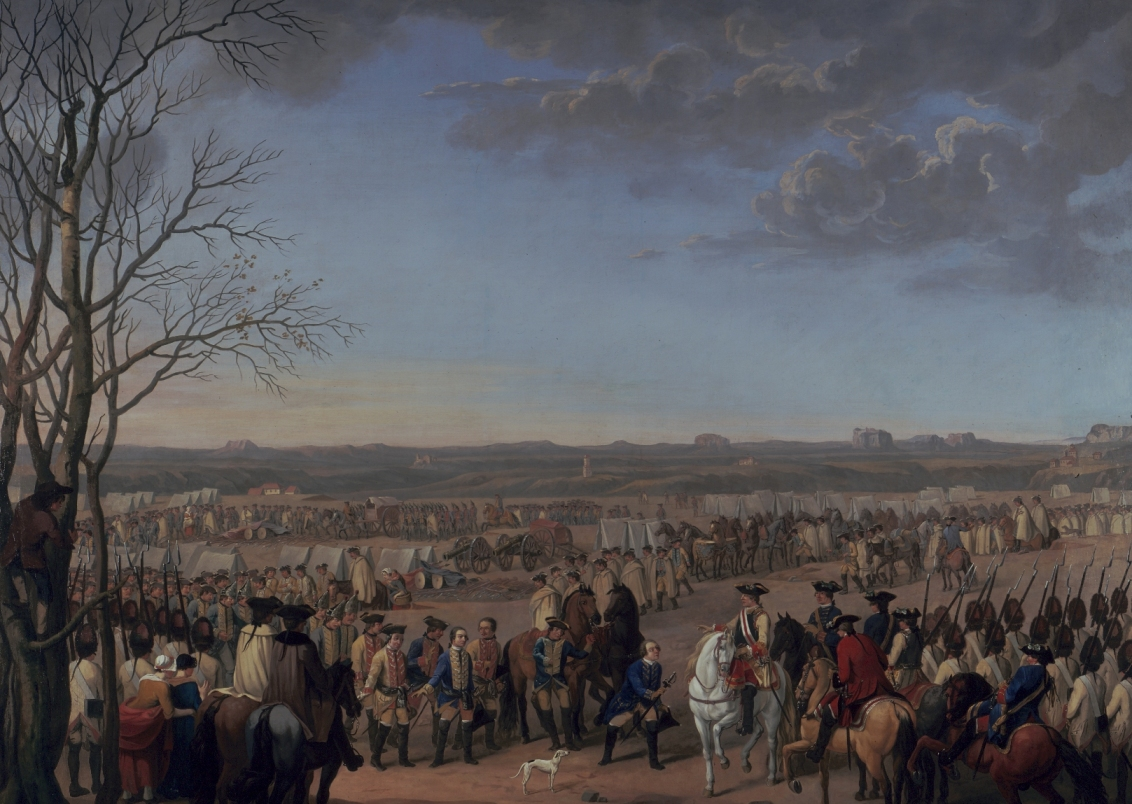
Finck legt nach dem Gefecht von Maxen vor Daun seinen Degen nieder. Gemälde von Hyacinth de La Pegna, Heeresgeschichtliches Museum, Wien.

Friedrich August von Finck (* 25. November 1718 in Strelitz; † 22. Februar 1766 in Kopenhagen) war ein preußischer Generalleutnant.

## Leben

### Herkunft
Seine Eltern waren der russische Oberstallmeister sowie Oberjägermeister von Mecklenburg-Strelitz Johann Wilhelm von Finck (1686–1742) und dessen Ehefrau Elisabeth Juliane, geborene von Maltzahn. Sie war die Tochter von Konrad Hans Jakob von Maltzahn (1650–1719) und der Dorothea Tugendreich von Wolffradt (1661–1724). Seine Tante Barbara Eleonora von Maltzahn (1691–1774) war mit den russischen Feldmarschall Burkhard Christoph von Münnich verheiratet. Seine Schwester Juliane (1723–1768) war mit dem preußischen General Christoph Hermann von Manstein verheiratet.

### Militärkarriere
Finck lebte zunächst in Strelitz, aber 1732 ging sein Vater nach Russland und nahm ihn mit. Er kehrte 1734 zurück und trat zunächst in kaiserliche Dienste. 1737 nahm er an den Türkenkriegen teil. 1738 ging er in russische Dienste über und kam 1742 als Major in die Preußische Armee. Nach der Schlacht bei Kolin 1757 wurde Finck zum Oberst befördert und zum Chef des Regiments Hessen-Darmstadt zu Fuß und noch im gleichen Jahr Generalmajor. Anfang 1759 wurde er Generalleutnant. Im gleichen Jahr wurde Finck nach dem Gefecht bei Körbitz am 21. September 1759 zum Ritter des Schwarzen Adlerordens geschlagen.
Im Siebenjährigen Krieg 1759 wurde Finck dem Prinzen Heinrich zugeteilt, dem die Verteidigung von Sachsen übertragen war. Im Laufe des Jahres (September) wurde Dresden nach Rücksprache mit Friedrich II. kampflos übergeben und durch die Reichsarmee besetzt. Der österreichische Feldmarschall Daun zog aber weiter Richtung Böhmen, um das in seinem Rücken stehende Korps von General Finck zu schlagen. Finck, der den Aufmarsch der Truppen bemerkte, hoffte auf den Entsatz durch den preußischen König. Dieser hatte den etwas uneindeutigen Befehl: „… kommt was Starkes oder hat der Feind nur eine gute Disposition, so könnt ihr solche passieren lassen …“ gegeben. Finck stellte sich so dem Feind bei Maxen. Er wurde aber bald im Gefecht bei Maxen eingeschlossen und musste nach heftiger Gegenwehr und fehlgeschlagenem Rückzug letztendlich kapitulieren. Finck wurde – ebenso wie die übrigen Generale – auf Ehrenwort entlassen und nach dem Frieden vom Kriegsgericht unter dem Vorsitz Zietens zu zweijähriger Festungshaft und Ausstoßung aus dem Heer verurteilt. Die meisten seiner Soldaten starben in Gefangenschaft an der „Roten Ruhr“.
Nach Verbüßen der Haftzeit berief Friedrich V. von Dänemark Finck als General der Infanterie in seine Dienste. Er starb als erster Deputierter im General-Kriegsdirektorium in Kopenhagen am 22. Februar 1766.

### Familie
Er heiratete 1754 Ulrike Henriette von Buggenhagen († 1766), die einzige Tochter des Landrats Julius Adolph von Buggenhagen. Aus der Ehe gingen folgende Kinder hervor:
- Karl Alexander (1759–1760)
- Auguste Dorothea Henriette (* 1761) ⚭ Wolf Friedrich von Stülpnagel auf Taschenberg
- Ulrike Luise Johanna (* 2. März 1763) ⚭ Karl Gottlieb von Stülpnagel (* 14. September 1752; † 23. Februar 1802), Eltern von Wolf Wilhelm Ferdinand von Stülpnagel

## Trivia
Die Anhöhe, in deren Nähe Finck im Gefecht von Maxen 1759 gefangen genommen wurde, trägt heute den Namen Finckenfang.

## Werke
- Gedanken über militärische Gegenstände. Berlin 1788, postum HU Berlin.